# مارخوت مارسمن
مارخوت مارسمن (هلندی: Margot Marsman; ۹ فوریهٔ ۱۹۳۲ – ۵ سپتامبر ۲۰۱۸) شناگر اهل هلند بود.
وی در مسابقات کشوری و بین‌المللی در مجموع برندهٔ ۱ مدال نقره، ۱ مدال برنز شده‌است.